# Kühlfinger

Kühlfinger

Ein Kühlfinger ist Teil einer Laborausrüstung zur Generierung einer gekühlten Oberfläche. Er ähnelt der äußeren Form eines Fingers und ist die Sonderform einer Kühlfalle.
Meist ist der Kühlfinger Teil einer Sublimationsapparatur, kann aber auch Bestandteil eines Kühlers in Laborapparaturen für die Durchführung chemischer Reaktionen oder in Destillationsapparaturen sein.
Der Kühlfinger besteht meist aus einem Hohlraum, in den eine Flüssigkeit (meist kaltes Leitungswasser) ein- und abgeleitet wird. In anderen Ausführungsformen wird statt Leitungswasser Eis, eine Eis-Kochsalz-Mischung oder Trockeneis als Kühlmittel verwendet.

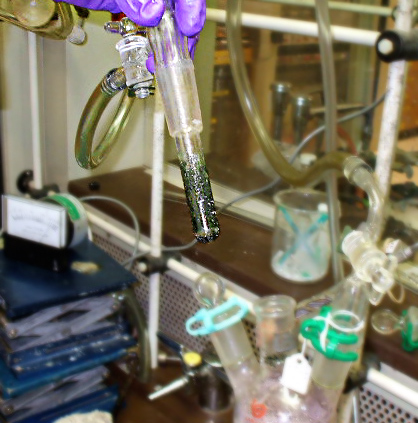
Dunkelgrüne Kristalle von Nickelocen, nach einer Sublimation frisch abgeschieden auf einem herausgenommenen Kühlfinger.
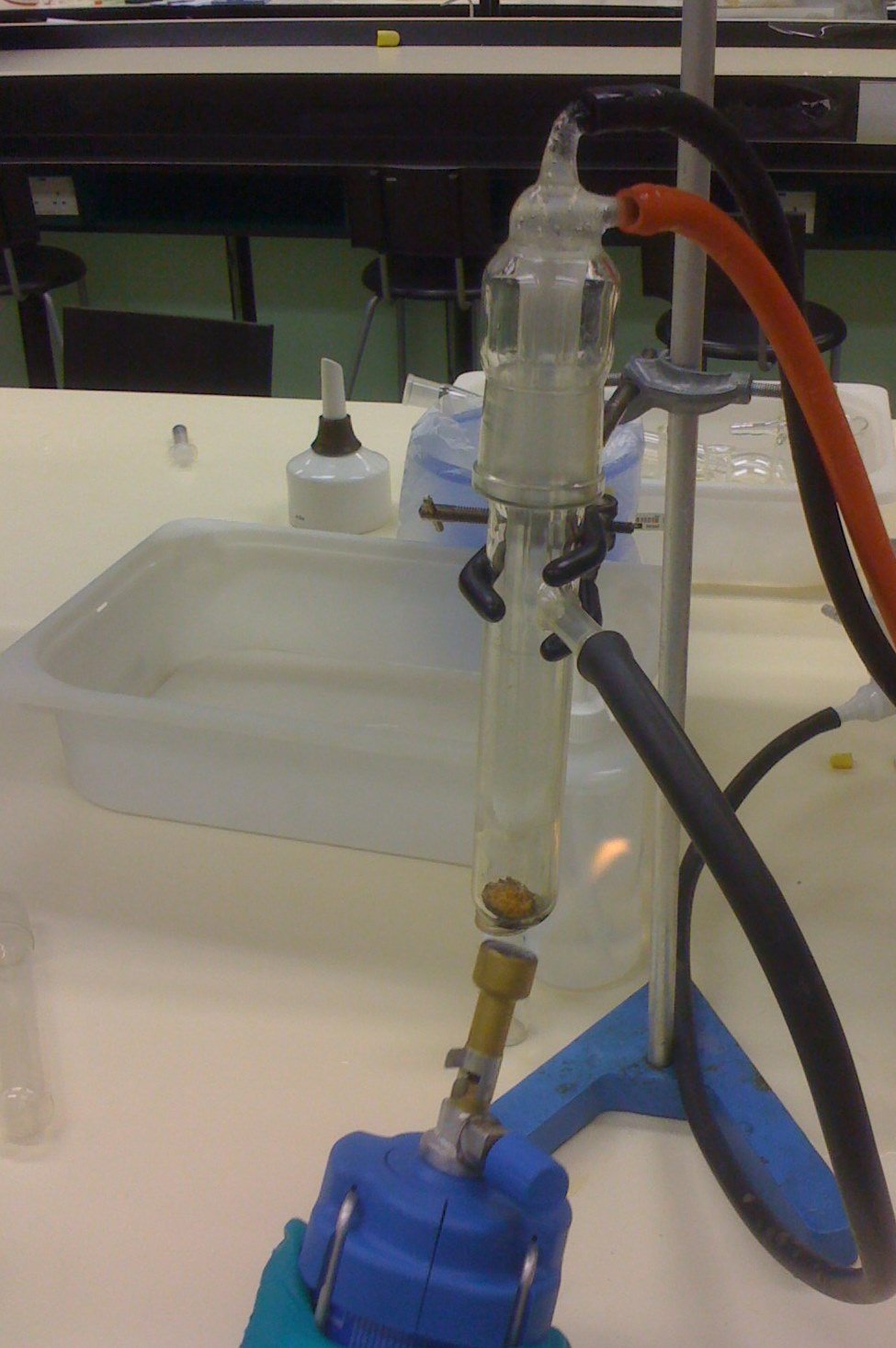
Sublimierter Campher (Kampfer). Auf dem Kühlfinger der farblose reine Campher, und der dunkelbraune verunreinigte Campher.
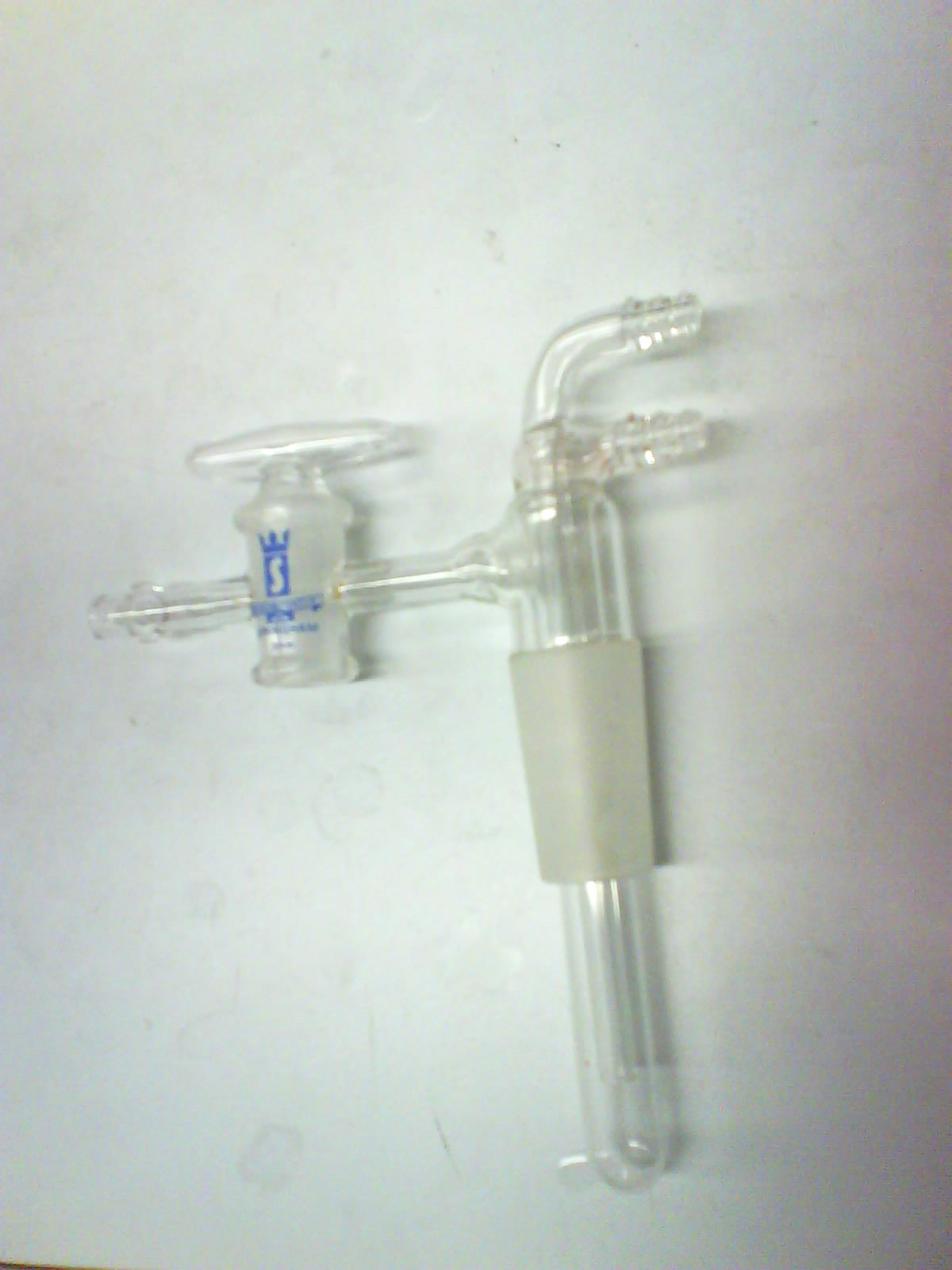
Ein Kühlfinger mit einem Vakuumstutzen.
Kühlfinger als Teil einer Sublimationsapparatur.